# Schlafzimmerstreit
Schlafzimmerstreit (Originaltitel: The Pumpkin Eater) ist ein dialogreiches, britisches Filmdrama aus dem Jahre 1963 von Jack Clayton mit Anne Bancroft und Peter Finch in den Hauptrollen. Der auf einem Drehbuch des berühmten Dramatikers Harold Pinter basierende Film entstand nach der Romanvorlage The Pumpkin Eater (1962) von Penelope Mortimer.

## Handlung
Szenen einer (modernen) Ehe, unmittelbar vor Beginn der liberalen „Swinging London“-Ära. Im Mittelpunkt des Geschehens steht Jo Armitage, die bereits dreimal verheiratet gewesen war und aus diesen Beziehungen acht Kinder hat. Auch ihre dritte Ehe scheint am Rande des Scheiterns, denn Jo muss erfahren, dass ihr derzeitiger Gatte Jake, ein erfolgreicher Drehbuchautor, sie offensichtlich betrügt. Diese Erkenntnis lässt sie zu einer Misanthropin werden, die alles nur noch negativ sieht und sich allmählich vor allen verschließt. Trotz dieser Erkenntnis will Jo bei ihrem Gatten bleiben, denn immerhin taugt er als zuverlässiger Vater der Kinder (die nicht die seinen sind) und als Ernährer der Großfamilie. Schließlich unternehmen Jo und Jake einen ersten zaghaften Schritt zur Versöhnung. Dafür holen sie sich therapeutische Hilfe in Gestalt eines Psychiaters. In Gesprächen kristallisieren sich bald zwei Schwerpunkte heraus: Jos große Gebärfreude und Jakes außereheliche Affären. Die Frage nach Jos Fruchtbarkeit wird von ihrem Psychiater zuerst angesprochen. Er deutet an, dass sie ein moralisches oder ethisches Problem mit dem Urinstinkt-Charakter des Geschlechtsverkehrs haben könnte und sich daher ständig schwängern lasse, um den Sex sui generis vor sich selbst zu rechtfertigen. Jo folgt den Vorschlägen von Jake und ihrem Arzt, dass sie bei der nächsten (ungewollten) Schwangerschaft eine Abtreibung in Betracht ziehen und sich anschließend sterilisieren lassen könnte. Als dieser Fall eintritt, unterzieht sich Jo dieser Operation, und sie scheint daraufhin im Einklang mit sich selbst.
In der Zwischenzeit häufen sich die Anzeichen, dass Jake weiterhin Affären hat, während er mit seinen Filmmanuskripten große Erfolge feiert. Der erste Hinweis auf seine Untreue führt zur jungen Philpot, die eine Zeit lang unter dem Dach der Familie Armitage gewohnt hatte. Jos Kinder haben einmal gesehen, wie Philpot ohnmächtig in Jakes Arme gesunken sein soll und dies der Mutter erzählt. Auf Jos Nachfrage reagiert Jake irrational, ausweichend und wenig überzeugend. Das zweite Anzeichen stammt von Bob Conway, einem Bekannten der Armitages, der insinuiert, Jake habe während der Dreharbeiten eines Films in Marokko eine Affäre mit seiner Frau begonnen. Schließlich gesteht Jake einige seiner Fehltritte ein, nachdem ihn Jo geradezu inquisitorisch befragt hat. Jo macht sich ihrem angestauten Ärger Luft und attackiert ihren untreuen Gatten wütend. Sie revanchiert sich und beginnt eine Liaison mit ihrem geschiedenen, zweiten Ehemann. Doch Jake reagiert geradezu provozierend kühl auf diesen Racheversuch. Zum Ende des Films verbringt Jo eine Nacht allein in einer Windmühle in der Nähe der umgebauten Scheune, in der sie mit ihrem zweiten Mann und ihren Kindern gelebt hatte. Am nächsten Morgen kommen Jake und die Kinder dort an. Sie haben Essen mitgebracht. Jo erkennt, wie glücklich ihre Kinder mit Jake sind. Mit einer kleinen Geste zeigt sie, dass sie zwar einerseits traurig über den Zustand ihrer Ehe ist, andererseits aber auch erkennt, was sie an Jake, bei all seinen Fehlern, hat.

## Produktionsnotizen
Schlafzimmerstreit entstand 1963 und wurde am 9. Mai 1964 während der Internationale Filmfestspiele in Cannes uraufgeführt. Im Herstellungsland Großbritannien wurde der Film erst am 16. Juli desselben Jahres erstmals gezeigt. In Deutschland lief Schlafzimmerstreit am 15. Januar 1965 an, die deutsche Fernsehpremiere war am 24. September 1970 in der ARD.
James H. Ware war Produktionsleiter. Edward Marshall entwarf die Filmbauten, Sophie Devine die Kostüme. Brian West arbeitete als einfacher Kameramann Oswald Morris zu.
Der Schauspielveteran Cedric Hardwicke, der hier Anne Bancrofts Vater verkörperte, gab hier 70-jährig seine Abschiedsvorstellung vor der Kamera.

## Auszeichnungen und Nominierungen
Anne Bancroft erhielt für ihre Interpretation der Jo 1965 eine Nominierung als Beste Hauptdarstellerin für den Oscar und wurde in Cannes als Beste Schauspielerin ausgezeichnet. In den USA konnte sie den Golden Globe Award in Empfang nehmen. In Großbritannien erhielt sie den British Academy Film Award als Beste ausländische Schauspielerin.

## Synchronisation
| Rolle                | Darsteller        | Synchronsprecher       |
| -------------------- | ----------------- | ---------------------- |
| Jo Armitage          | Anne Bancroft     | Marianne Mosa          |
| Jake Armitage        | Peter Finch       | Jürgen Thormann        |
| Bob Conway           | James Mason       | Paul Klinger           |
| Mr. James, Jos Vater | Cedric Hardwicke  | Klaus W. Krause        |
| Giles                | Richard Johnson   | Martin Hirthe          |
| Psychiater           | Eric Porter       | Helmut Wildt           |
| Philpot              | Maggie Smith      | Marianne Prenzel       |
| Mrs. James           | Rosalind Atkinson | Edith Schultze-Westrum |
| Mr. Armitage         | Alan Webb         | Kurt Waitzmann         |
| Nanny                | Faith Kent        | Inge Landgut           |
| Partygast            | Gerald Sim        | Wolfgang Draeger       |

## Kritiken
„Es gab niemals einen derart unvergesslich rauen Film.“

Das Lexikon des Internationalen Films befand: „Der Dramatiker Harold Pinter schrieb ein klug komponiertes Drehbuch ohne Sentimentalitäten. Der Inszenierungsstil des Films bewegt sich allerdings unentschlossen zwischen anspruchsvoller Stilübung und konventionellem Unterhaltungskino.“

„Er [der Film] ist solide, ernsthaft, intelligent und stilvoll. Er ist auch, zum größten Teil, ziemlich tot.“

Der Movie & Video Guide nannte den Film ein „intelligentes wenngleich überlanges Drama“ und konstatierte „gute Auftritte allenthalben, mit einer herausragenden Bancroft“.
Halliwell‘s Film Guide charakterisierte den Film wie folgt: „Hervorragend gemachtes, wenngleich auch grundsätzlich ziemlich irritierendes Kaleidoskop lebendiger Szenen von dummen Leuten, alle ziemlich leicht erkennbar als Londoner der 1960er Jahre; sehr gut dargestellt.“